# Panna cotta

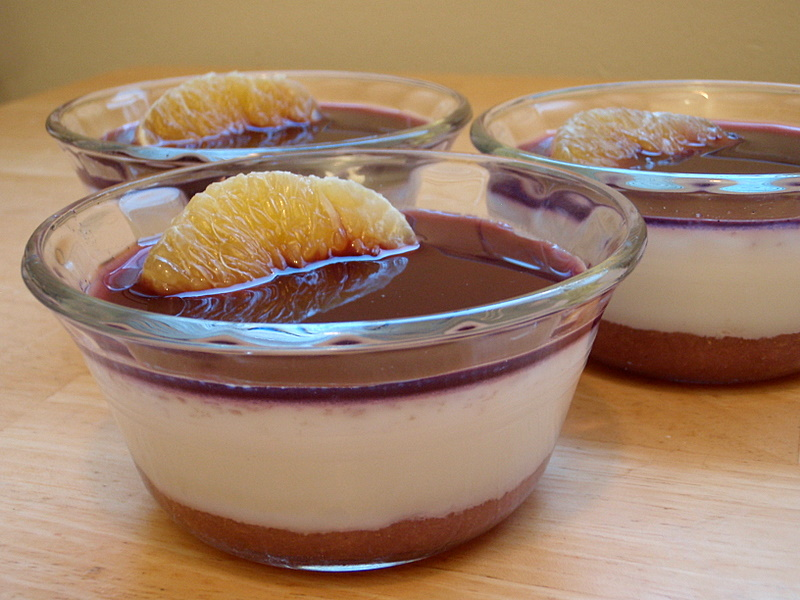
Panna cotta hạnh nhân với lê nghiền nhuyễn rim trong rượu vang đỏ.

Panna cotta (tiếng Ý có nghĩa là "kem nấu") là một món ngọt của Ý nấu kem, sữa và đường với bột thạch rồi đợi cho hỗn hợp đông lại. Món này xuất phát từ miền bắc nước Ý, vùng Piedmont rồi được phổ biến khắp đất nước với việc thêm vào các loại dâu dại, caramel, các loại sốt sô-cô-la hoặc trang trí thêm các vệt xốt trái cây. Người ta không biết món ăn này được khởi nguồn thế nào, có lẽ là từ khi kem, đặc biệt là loại kem trên các vùng núi miền bắc nước Ý, được ăn không hoặc pha thêm chất ngọt, ăn với trái cây hoặc hạt dẻ. Các công thức xa xưa của món này dùng xương cá luộc thay thế cho bột thạch; đường, gia vị chính của món này ngày nay, có lẽ đã không được sử dụng phổ biến vì thời xưa, đây là một nguyên liệu ngoại nhập đắt tiền. Sau nhiều năm, ngày nay, món này đã trở thành món thạch đông đặc với vani và gia thêm hương vị bằng các loại trái cây và gia vị đặt trên cùng và ăn lạnh.
Các món ăn tượng tự như món này có ở Hy Lạp, Pháp và Phần Lan.